# Osnakəran
Osnakəran è un comune dell'Azerbaigian situato nel distretto di Yardımlı. Conta una popolazione di 780 abitanti.